# USS LST-800
O USS LST-800 foi um navio de guerra norte-americano da classe LST que operou durante a Segunda Guerra Mundial.